# Berytinus signoreti

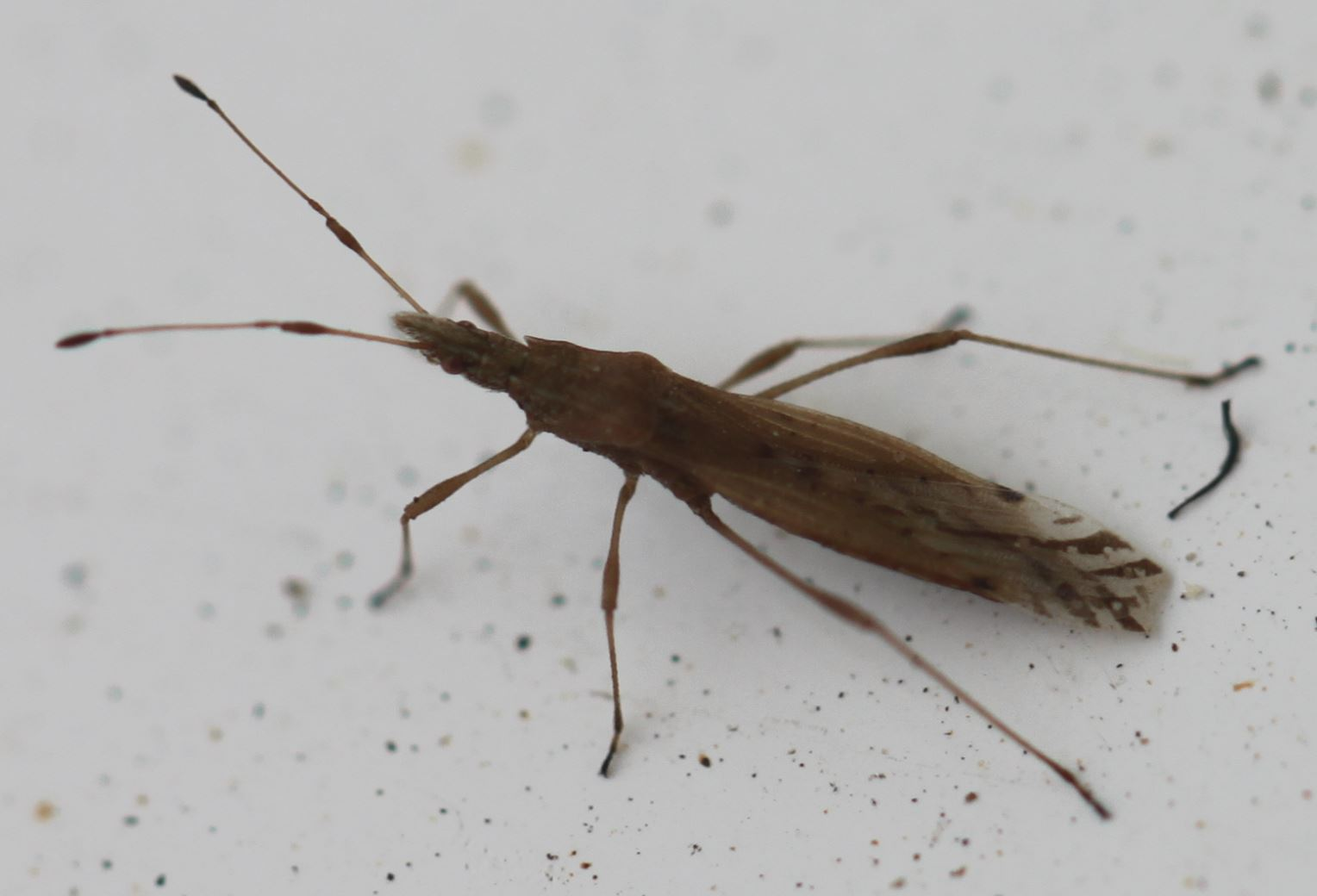

Berytinus signoreti, auch Signorets Stelzenwanze genannt, ist eine Wanze aus der Familie der Stelzenwanzen (Berytidae).

## Merkmale
Die Wanzen werden 4,3 bis 5,6 Millimeter lang. Charakteristisch für Vertreter der Gattung Berytinus haben sie ein kurzes zweites Fühlerglied, das kürzer als die Keule auf dem ersten Glied ist. Sie haben außerdem kurze Schenkel (Femora) an den Hinterbeinen, die nicht bis an die Spitze des Coriums der Hemielytren reichen. Bei Berytinus signoreti ist die Keule des ersten Fühlergliedes braun und viel blasser als das vierte Glied. An der Basis aller Flügeladern der Membranen der Hemielytren befindet sich in der Regel ein kleiner dunkler Fleck.

## Verbreitung und Lebensraum
Die Art ist im südlichen Nordeuropa und in West- und Mitteleuropa verbreitet und kommt im Mittelmeerraum nur vereinzelt vor. Im Osten reicht ihre Verbreitung bis in die Schwarzmeerregion und nach Kleinasien. In Mitteleuropa ist sie weit verbreitet, aber überall selten. Man findet sie in den Alpen von den Tälern bis in etwa 2000 Meter Seehöhe. In Großbritannien ist sie in weiten Teilen verbreitet, im Norden jedoch seltener. Besiedelt werden im Flachland überwiegend sonnige Gebiete, im Hügel- und Bergland vor allem Kalkmagerrasen.

## Lebensweise
Die Tiere leben an Hülsenfrüchtlern (Fabaceae), wie etwa Gewöhnlichem Hornklee (Lotus corniculatus), Hufeisenklee (Hippocrepis), Hauhecheln (Ononis) und Schneckenklee (Medicago). Die Überwinterung erfolgt häufig in trockener  Bodenstreu unter Heidekrautgewächsen (Ericaceae) wie Besenheide (Calluna) und Heidekräutern (Erica). Die Entwicklung erfolgt gleich wie bei Berytinus montivagus, mit der Paarung im Mai, Eiablage im Mai und Juni und den adulten Tieren der neuen Generation ab Juli oder August. Pro Jahr wird eine Generation ausgebildet.

## Belege